# Emily Cecil, Marquesa de Salisbury
Mary Amelia Cecil, mais conhecida como Emily Mary (nascida Mary Amelia Hill; Dublin, 16 de agosto de 1750 – Hatfield House, 27 de novembro de 1835) foi uma aristocrata, anfitriã do partido Tory, esportista e artista britânica. Ela foi marquesa de Salisbury pelo seu casamento com James Cecil, 1.° Marquês de Salisbury.

## Família
Mary Amelia, nome que recebeu ao nascer, foi a filha de Wills Hill, 1.° Marquês de Downshire e de Margaretta FitzGerald, sua primeira esposa.
Os seus avós paternos foram Trevor Hill, 1.° Visconde Hillsborough e Mary Rowe. Os seus avós maternos eram Robert FitzGerald, 19.° Conde de Kildare e Mary O'Brien.
Ela teve dois irmãos: Charlotte, esposa de John Chetwynd-Talbot, 1.° Conde Talbot, e que foi pintada por Joshua Reynolds, e Arthur, sucessor do pai no marquesado e marido de Mary Sands, Baronesa de Ombersley.

## Biografia
No dia 2 de dezembro de 1773, aos 23 anos, Emily Mary se casou com James Cecil, à época Visconde Cranborne, herdeiro de James Cecil, 6.° Conde de Salisbury e de Elizabeth Keet. James também era um descendente de William Cecil, conselheiro da rainha Isabel I de Inglaterra, através de seu filho Robert Cecil, 1.° Conde de Salisbury. O casal teve quatro filhos, três meninas e um menino.
Após o casamento, ela se tornou uma importante anfitriã política do partido Tory, vista como o modelo feminino ideal de propagandista, e o oposto da aliada do partido Whig, a famosa Georgiana Cavendish, Duquesa de Devonshire.
Descrita como bela, perspicaz, inteligente e sincera, a nobre não apenas participou do esporte de Caça à raposa, o que era incomum para um mulher da época, mas também se tornou a primeira mulher inglesa a servir com Mestre dos cães de caça à raposas (foxhounds), que tomou o comando da Caçada de Hatfield do marido, em 1775.  Já em 1793, passou a comandar os cães de caça de Hertfordshire, quando o seu marido, doente, foi forçado a desistir, e os levou para Hatfield House, e por isso passaram a ser chamados de cães de Hatfield.
Emily Mary era descrita como um mulher de "constituição muito vigorosa", uma amazona célebre e uma cavaleira muito ousada. Além de caça, também adorava arqueria, e era uma artista talentosa; uma de suas pinturas, feita em 1791, intitulada "The Misses Van", está presente no Centro  Yale para Arte Britânica.

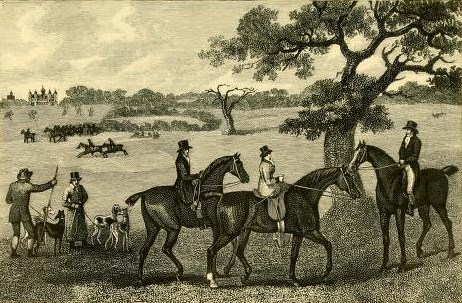
A marquesa de Salisbury aparece em sua sela participando de uma caçada à lebres numa gravura intitulada Coursing at Hatfield de autoria de John Francis Sartorius.

Em 19 de setembro de 1780, Emily se tornou condessa de Salisbury com a sucessão marido. Já em 25 de agosto de 1789, ele ascendeu ao título de marquês.
Muito se comentava sobre a excentricidade da marquesa, particularmente sobre o seu estilo de vestir, considerado estranho; com frequência, ela mesma fazia as suas roupas. A marquesa insistia em usar a mesma roupa azul de cor vibrante quando saía para caçar, que ela mesmo criou. De noite, ela usava "musselina branca, toda enfeitada, um chapéu bem grande, generosamente dotado de fitas de lilás vibrantes", além de penas adornando o seu cabelo.

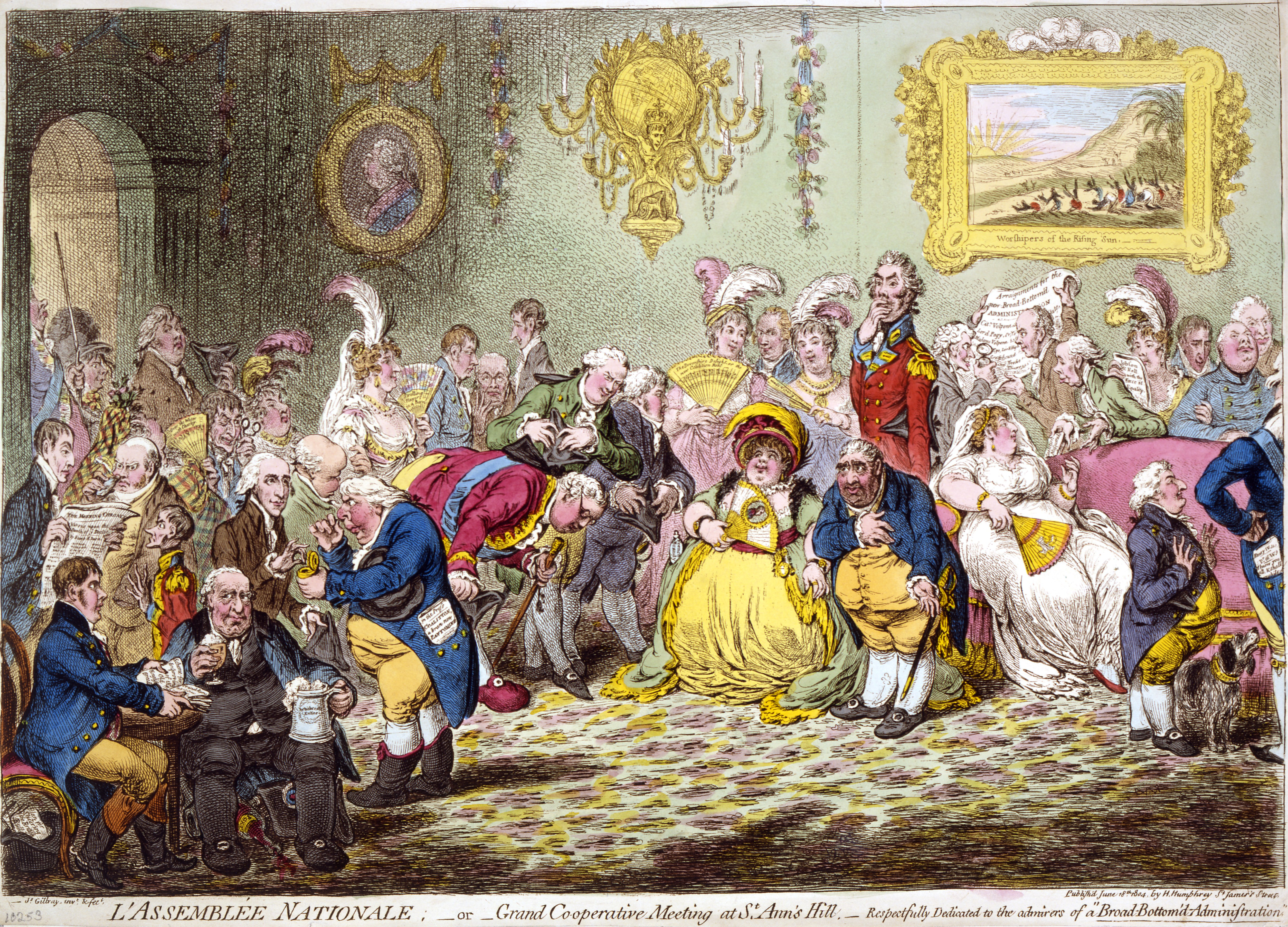
Emily Mary e James Cecil aparecem numa pintura de James Gillray que retrata uma recepção dada pelo político Charles James Fox e sua esposa para vários grupos e amigos do Príncipe de Gales, todos opostos ao governo.

A marquesa era desinibida, não se preocupando com as opiniões dos outros. No Festival Handel na Abadia de Westminster, no qual o rei Jorge III do Reino Unido estava presente, a marquesa não estava feliz com o camarote que lhe deram para assistir o festival, e insistiu que carpinteiros fossem chamados, imediatamente, para remover a partição. Durante parte da apresentação, isso causou barulhos altos devido aos martelos e serras sendo utilizados, o que aborreceu o rei. Quando Jorge III perguntou o que estava acontecendo, e ficou sabendo que a marquesa de Salisbury estava envolvida, ele não questionou mais.
Emily Mary tinha pouco tempo para frequentar a igreja, pois ela tinha o hábito de organizar encontros sociais para jogar baralhos durante as manhãs de domingo e concertos durante a noite, o que ia contra a tradição. Missas, as vezes, eram canceladas sem aviso prévio, quando o vigário local recebia um convite para comparecer a uma dos encontros de baralhos da nobre.
Mesmo aos 80 anos idade e quase cega, a "Velha Sally" como era afetuosamente chamada, continuou a caçar com regularidade em Hatfield. Um de seus cavalariços cavalgava com ela, e quando ela se aproximou das cerca viva, gritou: "Caramba, minha senhora, PULE!", o que ela fez. Durante a época de Natal, sua rotina consistir em caçar pela manhã, entreter até 500 pessoas no jantar e dançar até o amanhecer, por quatro ou cinco semanas continuamente. No seu auge, ela era descrita como a líder máxima do "haut ton", a quem poucos podiam alcançar em relação à determinação e energia.
Após a morte do marido em 1823, Emily Mary continuou a viver com o filho, a nora e os netos em Hatfield House, onde ela morreu num incêndio no dia 27 de novembro de 1835, aos 85 anos de idade, na Ala Oeste da residência. O incêndio foi desencadeado pelas penas do chapéu da marquesa que ficaram presas na vela de sua escrivaninha, enquanto Emily Mary escrevia no seu quarto, acompanhada pelo seu cachorro favorito. Quando o acidente foi descoberto, por uma costureira de sobrenome Brown que percebeu a passagem cheia de fumaça, o quarto em que a marquesa se encontrava já era uma massa de fumaça, e tão cheio dela, que era impossível para qualquer pessoa entrar. Quando o filho dela, o marquês de Salisbury, chegou no local, ele teve de ser contido à força para não correr para o quarto e tentar salvar a mãe. O fogo destruiu a Ala Oeste da residência, e apenas foram encontrados alguns de seus ossos. Ela foi enterrada no cemitério da Igreja de Etelreda, em Hatfield.

## Descendência
- Georgiana Charlotte Augusta Cecil (20 de março de 1786 – 18 de janeiro de 1860), foi casada com Henry Wellesley, 1.° Barão Cowley de Wellesley, com quem teve uma filha;
- Emily Anne Bennet Elizabeth Cecil (14 de julho de 1789 – 21 de janeiro de 1858), Senhora da Câmara (Lady of the Bedchamber) extra da rainha Adelaide de Saxe-Meiningen. Foi casada com George Nugent, 1.° Marquês de Westmeath, com quem teve uma filha;
- Caroline Cecil, que morreu jovem;
- James Brownlow William Gayscone-Cecil, 2.° Marquês de Salisbury (17 de abril de 1791 - 12 de abril de 1868), foi Lorde do Selo Privado e Lorde presidente do Conselho, que serviu na administração do primeiro-ministro Edward Smith-Stanley, 14.º Conde de Derby. Foi casado primeiro com Frances Mary Gascoyne, com quem teve seis filhos. Ele mudou o seu nome legal para Gayscone-Cecil, em 1821. Após a morte dela, se casou com Mary Catherine Sackville-West, com quem teve cinco filhos.